# Glinojeck
Glinojeck ist eine Stadt im Powiat Ciechanowski der Woiwodschaft Masowien in Polen. Sie ist Sitz der gleichnamigen Stadt-und-Land-Gemeinde mit 7764 Einwohnern (Stand 31. Dezember 2020).

## Geografische Lage
Die Stadt Glinojeck liegt im Nordwesten der Woiwodschaft Masowien am Fluss Wkra (Uecker).

## Geschichte
Die erste urkundliche Erwähnung einer Siedlung an der Stelle des heutigen Glinojeck stammt aus dem Jahre 1403. Bei der dritten Teilung Polens kam der Ort an Preußen. Mit der Bildung des Herzogtums Warschau wurde Glinojeck 1807 Teil desselben und 1815 Teil Kongresspolens. Erst mit der Errichtung der Zuckerfabrik  Izabelin 1857–1859 begann der Aufschwung im Dorf. Der Name der Fabrik leitete sich vom Namen der Tochter des ersten Inhabers ab. Nach dem Ersten Weltkrieg wurde das Dorf Teil der Gemeinde Młock und 1924 erfolgte der Anschluss an das Schienennetz. Ab dem 1. Januar 1955 wurde der Ort Sitz einer gromada mit zehn Schulzenämtern und blieb dies bis 1973, als die Gemeinschaft in eine Gemeinde (gmina) umgewandelt wurde.
Bei einer Verwaltungsreform wurde der Ort 1975 Teil der neu gebildeten Woiwodschaft Ciechanów. Von 1976 bis 1985 wurde eine neue Zuckerfabrik Glinojeck errichtet, die größte in Europa. Nach einer erneuten Verwaltungsreform wurde Glinojeck Teil der Woiwodschaft Masowien. 1993 wurde Glinojeck das Stadtrecht verliehen.

## Gemeinde
Zur Stadt-und-Land-Gemeinde (gmina miejsko-wiejska) Glinojeck gehören die Stadt selbst und 28 Dörfer mit Schulzenämtern.

## Verkehr
Unweit der Stadt verlaufen die Europastraße 77 von Warschau nach Danzig und die Landesstraße  60 von Płock nach Ciechanów.